# Stilipes distinctus
Stilipes distinctus är en kräftdjursart som beskrevs av Edward Morell Holmes 1908. Stilipes distinctus ingår i släktet Stilipes och familjen Stilipedidae. Inga underarter finns listade i Catalogue of Life.